# Poul Aastrup
Poul Mortensen Aastrup, född 1576, död 4 november 1619, var superintendent i Lunds stift 1611-1619.
Poul Mortensen föddes i Aastrup socken på Jylland. Han blev student i Ribe och deltog sedan i omfattande utlandsresor i Europa tillsammans med unga adelsmän. Han tog magisterexamen 1604 i Köpenhamn och blev sedan rektor vid skolan i Ribe. I april 1611 blev han superintendent i Lund. Det var oroliga tider, dels på grund av Kalmarkriget, men även inom kyrkan. Anhängare av Melanchthon, som Aastrup troligen var, fick ge vika för Martin Luthers lära, förespråkad av Hans Poulsen Resen, biskop på Själland. Aastrup tillrättavisade ofta slöa präster och elever vid latinskolorna, vilket inte alltid gjorde honom omtyckt. Han dog på hösten 1619 under en pestepidemi.